# Revizor
Revizor (Ревизор) è un film del 1952 diretto da Vladimir Michajlovič Petrov.